# 特務
特務或特工（英語：Agent）是指受政府情报机关派遣从事秘密情治、搜捕、暗杀、破坏、谍报工作的人员，例如间谍、秘密警察等。

## 詞源
在汉字文化圈中，「特務」此一詞彙始于日本特務機關。日本陆军最早出现的“特务机关长”是1906年8月至1910年11月的长春特务机关长守田利遠（陆士旧8），其曾主持编撰三卷本《滿州地志》。
俄国爆发十月革命后，1918年日本决定出兵干涉俄国革命，占领了远东地区、外贝加尔，最远驻兵至鄂木斯克。日本占领军面临“如何解决第一线部队遇到的纯作战以外的各种复杂问题”，主要是防止基层官兵被赤化。根据鄂木斯克机构长高柳保太郎陆军少将的建议，军部于1919年2月决定将军事间谍机关正式命名为“特务机关”，原则上归西伯利亚派遣军司令官统辖，在军参谋长指挥下开展业务，其任务规定为“统帅范围以外的军事外交和收集情报”。1919年秋，日军经过整顿确定以下特务机关，即海参崴、尼科尔斯克、伯力、布拉戈维申斯克、赤塔、伊尔库次克、鄂木斯克、哈尔滨。1922年10月撤军，日本特务机关仅剩在北满的哈尔滨、满洲里和黑河。1932年8月至1936年3月关东军设特务部，参谋长小矶国昭、西尾寿造先后兼部长。

## 中国
中華民國大陸時期使用的「特務」一词可解释为“特殊任务”。中共中央政治局在1927年四一二事件后紧急成立决策机构即命名为“上海特务委员会”。中国共产党领导的军队中，担任警戒护卫任务精锐部队通常称为“特务连”、“特务团”。红色娘子军的原型其正式番号是琼崖纵队第二独立师第三团女子军特务连。「特務」与情报工作相关始于1927年5月周恩来成为中共中央军事部长后，在军事部下面成立的“特务工作处”（也有称“特务工作科”）。
自中华民国抗日战爭開始，日本特務機關为官方称呼的背景下，國民政府和中国共产党改以“隐蔽战线”、“地下工作者”自诩，将“特务”变成称呼对方的专有名词。因此，“特务”一词在中国大陆开始变贬义词。中华人民共和国建后，中華民國政府遷台，仍向中国大陆派遣情报人员。“抓空投特务”是大陆民众经常参与的活动。此时，“特务”一词特指中国共产党及中华人民共和国的敌對方，即效忠于中華民國政府（國民政府）的情报人员，称为国民党特务。在中華民國政府执政的臺灣地區，“特务”一词仍为中性词汇。
1956年中苏交恶后，则产生苏修特务和苏修特务案。在当时政治环境中，此类人员可能是因与苏联相关而被波及的普通人。如黑龙江省边境地区的中国俄罗斯族人，至文化大革命结束的1970年代末获得平反。在中国大陆，受影视剧的影响，“军统”、“中统”是最为知名的中華民國政府特务机构。